# Adrián Rodríguez Giménez
 Adrián Rodríguez Giménez (Palma de Mallorca, 12 de diciembre de 2000) es un futbolista español, nacionalizado argentino, que juega de portero para el Real Zaragoza de la Segunda División de España.

## Biografía
Tras empezar a formarse como futbolista en las categorías inferiores del Real Madrid CF, Albacete Balompié y del RCD Mallorca, finalmente fue convocado por el primer equipo en la temporada 2024-25, haciendo su debut el 8 de marzo de 2025 en La Liga contra el Deportivo Alavés tras sustituir a Pau Cabanes en el minuto 59 tras una tarjeta roja al portero titular Antonio Sivera.

## Clubes
| Club                 | País   | Año       | Partidos | Goles |
| -------------------- | ------ | --------- | -------- | ----- |
| Atlético Albacete    | España | 2019-2020 | 23       | 0     |
| Deportivo Alavés "B" | España | 2020-2024 | 78       | 1     |
| Deportivo Alavés     | España | 2024-2025 | 2        | 0     |
| Real Zaragoza        | España | 2025-     |          |       |